# Luca Bucci
Luca Bucci, född 13 mars 1969 i Bologna, är en italiensk före detta professionell fotbollsmålvakt som spelade för fotbollsklubbarna Parma, Pro Patria, Rimini, Casertana, Reggiana, Perugia, Torino, Empoli och Napoli mellan 1986 och 2009. Han vann Uefacupen (1994–1995) och europeiska supercupen (1993) med Parma samt Serie B-mästerskap med både Reggiana (1992–1993) och Torino (2000–2001). Bucci spelade också tre landslagsmatcher för det italienska fotbollslandslaget mellan 1994 och 1995, där höjdpunkten var att få ett silver i världsmästerskapet i fotboll 1994.